# 토미오카 미사코
토미오카 미사코(일본어: 冨岡 美沙子 とみおか みさこ[*])는 일본의 성우. 고치현 출신. 아크로스 엔터테인먼트 소속.